# Partido del Centro de Unidad Socialista de la India (Comunista)
El Partido del Centro de Unidad Socialista de la India (Comunista) (SUCI(C) por sus siglas en inglés de Socialist Unity Centre of india (Communist)), anteriormente llamado Centro de Unidad Socialista de la India y Centro de Unidad Socialista, es un partido comunista de la República de la India  fundado en 1948 por Shibdas Ghosh, Nihar Mukherjee y otros partidarios.

## Ideología
SUCI(C) es un partido comunista de la India, y sigue la línea ideológica marxista-leninista formulada por Shibdas Ghosh. El partido rechaza ideas políticas como el glásnost y la perestroika por considerarlas revisionistas, y afirma defender la intención original de Karl Marx, Friedrich Engels, Vladimir Lenin, Iósif Stalin, Mao Zedong y los pensamientos de Shibdas Ghosh.
El partido sostiene que India es un país capitalista, con capitalismo monopólico y tendencias imperialistas. En línea con ese análisis, el partido trabaja hacia una revolución socialista, en lugar de una revolución democrática popular (como el Partido Comunista de la India (Marxista)), una revolución democrática nacional (como el Partido Comunista de la India) o una nueva revolución democrática (como los "naxalitas" del Partido Comunista de la India (Maoísta)).
El liderazgo del partido enfatiza la elevación cualitativa de los cuadros del partido, trabajadores de organizaciones en masa y colaboradores, por ambos estudios teóricos del marxismo-leninismo y el pensamiento de Shibdas Ghosh y la aplicación práctica de tal conocimiento en la vida cotidiana de los trabajadores del partido. En varias publicaciones del partido, SUCI(C) defiende el estándar cultural proletario, que según el liderazgo debería ser alcanzado por los cuadros, antes de que éstos puedan conducir las masas en la Revolución Socialista.
El primer congreso del Partido de SUCI(C) se celebró en Calcuta en 1988. El segundo congreso se celebró del 11 al 17 de noviembre de 2009 en Ramlila Midan, Nueva Delhi, asistiendo miles de participantes de 22 estados y observadores de varios países extranjeros. La línea política actual del partido fue formulada en el Segundo Congreso del Partido. El nombre del partido fue cambiado de Centro de Unidad Socialista de la India (SUCI) a Centro de Unidad Socialista de la India (Comunista) [SUCI (C)] en el segundo congreso.

## Política parlamentaria
Desde su inicio SUCI(C) participó en las elecciones parlamentarias y fue parte del gobierno del Frente Unido de Bengala Occidental desde 1967-1969 y 1969-1970 juntos con el Partido Comunista de la India (Marxista) y otras agrupaciones políticas. El partido tuvo un parlamentario en el Cuarto Lok Sabha de Jaynagar. El SUCI(C) tuvo presencia en las asambleas legislativas de Assam, Bihar, y Odisha varias veces. En las elecciones del Lok Sabha del 2004 SUCI(C) presentó 56 candidatos, 30 de ellos de Bengala Occidental. En las elecciones del Lok Sabha del 2009 SUCI(C) declaró 40 candidatos de 12 estados.
A partir del 2009, Tarun Mondol, representante de Jaynagar en Bengala Occidental, fue el último parlamentario. Después de las elecciones del Lok Sabha del 2014 y las elecciones del Bihansabha del 2016, el partido no ha tenido representantes en el parlamento de la India.

## Situación actual
Los miembros del SUCI(C) viven en comunas donde llevan un estilo de vida simple. El mantenimiento diario de la comuna y el bienestar de los hijos de los miembros del partido que viven en las comunas son atendidos por los esfuerzos compartidos de los miembros del partido. Los principales ingresos económicos del partido provienen de la recolección mediante cajas en las calles y la recolección de casa en casa, con los miembros que tienen algún empleo aportando sus salarios al partido. El partido impugna las elecciones con el dinero recaudado a través de este método transparente de recaudación de fondos.
El bastión del partido se encuentra en el distrito de South 24 Parganas, Bengala Occidental, en áreas como Jaynagar Mazilpur, donde controla ciertos municipios.
SUCI(C) participa activamente en los movimientos en curso contra la Zona Económica Especial en la India. Los más notables de estos movimientos en los que el partido está activo son:
- El movimiento Singur contra la ZEE para la fábrica de automóviles del Grupo Tata.
- El movimiento Nandigram contra la ZEE del centro químico de Salim Group. SUCI(C) es uno de los principales patrocinadores del Comité Bhumi Uchhed Pratirodh.
- El Moolampally (Cochín, Kerala) evita la agitación para un paquete de rehabilitación apropiado. El convocante general de la agitacion Moolampally es Francis Kalathunkal, el secretario local del SUCI(C).
- El partido está envuelto activamente en la agitación de personas sin tierra en Chengara (Pathanamthitta, Kerala) llamado Chengara Samaram en los medios populares.
- El movimiento Anti-Posco en Odisha.

El partido ha formado un frente político en Bengala Occidental con All India Trinamool Congress para luchar contra el Partido Comunista de la India (Marxista) en un acuerdo que la alianza mantendrá equidistancia del Congreso Nacional Indio y el Bharatiya Janata Party (Partido Popular Indio)
El partido ganó la circunscripción de Jaynagar en las elecciones generales del 2009 con una mayoría de 56.676 votos.
- Datos: Q3347945
- Multimedia: Socialist Unity Centre of India / Q3347945